# Duiquer de ventre blanc
El duiquer de ventre blanc (Cephalophus leucogaster) és un duiquer que viu a l'Àfrica central. Se sap poc sobre l'ecologia de l'espècie i només es disposa de poca informació sobre el seu hàbitat i la seva dieta.
El duiquer de ventre blanc viu al Camerun, la República Centreafricana, la República del Congo, la República Democràtica del Congo, Guinea Equatorial i el Gabon, mentre que és probable que hagi estat exterminat a Uganda.